# Swami Rama
Swāmī Rāma, al secolo Brij Kiśore Dhasmana o Brij Kiśore Kumar, (1925 – 1996), è stato un mistico e maestro spirituale indiano.

## Biografia
Nacque da una famiglia bramina a Toli, un villaggio nel Nord dell'India. Allevato dal suo maestro Bengali Baba nelle grotte himalayane, viaggiò di tempio in tempio studiando con diversi saggi. Dal 1949 al 1952 detenne la carica di Shankaracharya di Karvirpitham, nel Sud dell'India, carica che abbandonò per tornare a seguire le pratiche della tradizione himalayana.
Dopo aver lasciato la carica di Shankaracharya ed essere ritornato dal suo maestro, Swami Rama si recò in Nepal dove creò il suo primo ashram nella periferia di Kathmandu. Questo ashram è conosciuto oggi come Hansada Yoga Ashram.
In seguito, su incoraggiamento del suo maestro, si trasferì in Occidente dove si dedicò all'insegnamento, in particolare negli USA e in Europa.
Negli anni sessanta alla Menninger Clinic è stata studiata la sua capacità di controllare i processi del corpo come il battito cardiaco, la pressione arteriosa o la temperatura corporea (sistema nervoso autonomo).

## Organizzazioni e istituti
Swami Rama fu fondatore dell'Himalayan Institute of Yoga Science and Philosophy con sede a Honesdale, USA e ramificazioni in America, Europa e India. Fondò anche un centro medico nel Nord-Est dell'India (Dehradun) a sostegno della popolazione povera delle vicine montagne.
Swami Rama ha scritto diversi libri in cui descrive il suo percorso spirituale ed espone la filosofia che sta alla base di pratiche quali la meditazione e i benefici che derivano da tali pratiche. Uno dei temi comuni ai suoi libri (per esempio “La mia vita con i maestri himalayani”  o “L'arte di vivere allegri” ) è sulla capacità che può avere chiunque di raggiungere la pace senza bisogno di aderire a una religione organizzata.